# Paracanthocobitis
Genre
Paracanthocobitis est un genre de poissons d'eau douce téléostéens de la famille des Nemacheilidae (ordre des Cypriniformes). Ces poissons d'eau douce se rencontrent dans le bassin de l'Indus au Pakistan, dans le bassin du Mékong du Cambodge et du Laos. L'espèce type est Paracanthocobitis zonalternans.

## Liste des espèces
Selon World Register of Marine Species (14 novembre 2024) :
- Paracanthocobitis abutwebi Singer & Page, 2015
- Paracanthocobitis adelaideae Singer & Page, 2015
- Paracanthocobitis canicula Singer & Page, 2015
- Paracanthocobitis linypha Singer & Page, 2015
- Paracanthocobitis maekhlongensis Singer & Page, 2015
- Paracanthocobitis marmorata Singer, Pfeiffer & Page, 2017
- Paracanthocobitis nigrolineata Singer, Pfeiffer & Page, 2017
- Paracanthocobitis phuketensis (Klausewitz, 1957)
- Paracanthocobitis triangula Singer, Pfeiffer & Page, 2017
- Paracanthocobitis tumitensis Arunkumar & Moyon, 2019
- Paracanthocobitis zonalternans (Blyth, 1860) - espèce type

## Systématique
Le nom valide complet (avec auteur) de ce taxon est Paracanthocobitis Grant (d), 2007,.
Ce genre a été initialement décrit comme un sous-genre du genre Acanthocobitis,.

### Étymologie
Le nom générique, Paracanthocobitis, composé du grec ancien παρά, pará, « à côté de, auprès de  », et du genre Acanthocobitis, fait référence à la création du Paracanthocobitis comme sous-genre d’Acanthocobitis

### Publication originale
- (en) Steven Grant, « A new subgenus of Acanthocobitis Peters, 1861 (Teleostei: Nemacheilidae) », Ichthyofile, vol. 2,‎ octobre 2007, p. 1-9.